# Baeocera africana
Espèce
Baeocera africana est une espèce de coléoptères de la famille des Staphylinidae et de la sous-famille des Scaphidiinae.

## Répartition et habitat
Cette espèce est décrite du Zimbabwe, Kenya et Rwanda.